# Spationique
La spationique, dans le domaine de l'astronautique, désigne selon le contexte :
- L'ensemble des techniques concernant les constituants d'un engin spatial, autres que le groupe propulsif, les éléments de structure et la charge utile.
- L'ensemble des constituants d'un engin spatial, autres que le groupe propulsif, les éléments de structure et la charge utile.

La spationique comprend en particulier les éléments électroniques et informatiques.
Le terme correspondant en anglais est astrionics.

## Référence
Droit français : arrêté du 20 février 1995 relatif à la terminologie des sciences et techniques spatiales.